# Aiszóposz-regény
Az Aiszóposz-regény Aiszóposz ógörög meseíró regényes életrajza.

## Létrejötte
Fokozatosan jött létre, különböző korszakokban, különböző személyek írták, bővítették; ennek megfelelően több, egymástól eltérő változatban maradt fenn.  
Legismertebb változatát a 14. században adta közre a bizánci Maximosz Planudész, az aiszóposzi mesék bevezetőjeként.

## Szerkezete
A mű első része Aiszóposz számoszi rabszolgaéveit és felszabadítását tárgyalja, a második Aiszóposz babilóniai és egyiptomi útját írja le, majd Aiszóposz halála következik Delphoiban. 
A szinte önálló történetek sorozatából álló regény egyes részei minden bizonnyal a nagy meseíró valóságos életén alapulnak, más részük azonban kitaláció vagy kimondottan mesés elem. A valós és képzeletbeli részek elválasztása szinte lehetetlen.